# Фер Лон (Њу Џерзи)
Фер Лон (енгл. Fair Lawn) град је у америчкој савезној држави Њу Џерзи.

## Демографија
По попису из 2010. године број становника је 32.457, што је 820 (2,6%) становника више него 2000. године.
| Група             | 2000.          | 2010.          |
| Белци             | 27.737 (87,7%) | 25.151 (77,5%) |
| Афроамериканци    | 234 (0,7%)     | 567 (1,7%)     |
| Азијати           | 1.558 (4,9%)   | 3.154 (9,7%)   |
| Хиспаноамериканци | 1.744 (5,5%)   | 3.296 (10,2%)  |
| Укупно            | 31.637         | 32.457         |